# Крутой Ключ
Крутой Ключ — исчезнувший населённый пункт в Тулунском районе Иркутской области. Входил в состав Кирейского муниципального образования.

## География
Располагался примерно в 75 км от райцентра.

## История
Населённый пункт был основан в 1910 году. Большинство жителей были русскими. Согласно переписи населения 1926 года в населённом пункте насчитывалось 17 хозяйств, проживали 65 человек (40 мужчин и 25 женщин). На 1948 год в населённом пункте функционировала школа, которая в 1950 году была перенесена в село Уйгат. На топографической карте Генштаба СССР 1984 года данный населённый пункт не указан, на карте 1985 года посёлок Крутой Ключ отмечен как нежилой.